# Do nitra Planety opic
Do nitra Planety opic (v anglickém originále Beneath the Planet of the Apes) je americký dobrodružný sci-fi film z roku 1970, který volně navazuje na film Planeta opic, která byla natočena o dva roky dříve. Režisérem byl Ted Post, hlavní mužskou roli zde ztvárnil americký herec James Franciscus.
Jde o druhý ze série pěti filmů natočených mezi roky 1968 a 1973. Tato série se dále dočkala pokračování v roce 2001 remakem Planeta opic a v roce 2011 rebootem Zrození Planety opic.

## Děj

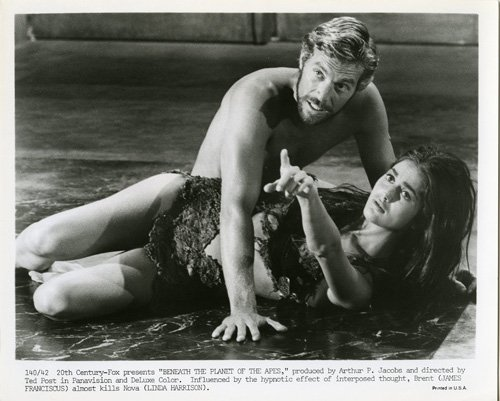
Linda Harrison a James Franciscus jako Brent a Nova

Děj filmu začíná po havárii kosmické lodi s dvojicí astronautů, kteří pátrají po posádce lodi George Taylora. Přeživší astronaut Brent potká němou dívku Novu, která jej zavede do města opic. Zde zkontaktuje Ziru a Cornelia a požádá je o pomoc při hledání Taylora. Při odjezdu z města jsou však Brent s Novou chyceni. Zira jim pomůže k útěku, při kterém se dvojice ocitne v jeskyni, ve které Brent pozná stanici Queensboro Plaza newyorského metra. Zde pochopí, že se ocitl v budoucnosti na své vlastní planetě. V podzemí též nalezne skupinu zmutovaných lidí, kteří ovládají telepatii a uctívají starou nukleární bombu, coby svatou zbraň míru.
Když se mutanti od Brenta dozvědí, že na ně opice chtějí zaútočit, zavřou jej do cely, ve které nalezne Taylora. V následujícím souboji opic, mutantů a astronautů dojde k odpálení atomové bomby, čímž se zničí celá planeta Země.

## Obsazení
| James Franciscus | Brent     |
| Kim Hunter       | Zira      |
| Maurice Evans    | Dr. Zaius |
| Linda Harrison   | Nova      |
| Paul Richards    | Mendez    |
| David Watson     | Cornelius |
| Charlton Heston  | Taylor    |